# 2011년 아르헨티나 대통령 선거
2011년 아르헨티나 대통령 선거는 아르헨티나의 대통령과 부통령을 동시에 선출하기 위해 2011년 10월 23일 실시되었다.

## 선거 결과
| 대통령 후보              | 부통령 후보              | #          | %     |
| ------------------------ | ------------------------ | ---------- | ----- |
| 크리스티나 페르난데스    | 아마도 보우도우          | 11,865,055 | 54.11 |
| 에르메스 비네르          | 노르마 모란디니          | 3,684,970  | 16.81 |
| 리카르도 알폰신          | 하비에르 곤살레스 프라가 | 2,443,016  | 11.14 |
| 알베르토 로드리게스 사아 | 호세 마리아 베르네트     | 1,745,354  | 7.96  |
| 에두아르도 두알데        | 마리오 다스 네베스       | 1,285,830  | 5.86  |
| 호르헤 알타미라          | 크리스티안 카스티요      | 503,372    | 2.30  |
| 엘리사 카리오            | 아드리안 페레스          | 399,685    | 1.82  |
| 유효표 수                | 유효표 수                | 21,927,282 | 95.52 |
| 무효표 수                | 무효표 수                | 225,741    | 0.98  |
| 기권표 수                | 기권표 수                | 803,362    | 3.50  |
| 투표자 수                | 투표자 수                | 22,956,385 | 79.39 |
| 유권자 수                | 유권자 수                | 28,916,183 | -     |